# Перейра, Валдемир
Валдемир дус Сантус Перейра (порт.-браз. Valdemir dos Santos Pereira; род. 15 ноября 1974, Крус-даз-Алмас) — бразильский боксёр, представитель легчайшей и полулёгкой весовых категорий. Выступал за сборную Бразилии по боксу во второй половине 1990-х годов, двукратный чемпион бразильского национального первенства, участник летних Олимпийских игр в Сиднее и Панамериканских игр в Виннипеге.
В период 2001—2006 годов боксировал также на профессиональном уровне, владел титулом чемпиона мира по версии IBF.

## Биография
Валдемир Перейра родился 15 ноября 1974 года в муниципалитете Крус-даз-Алмас штата Баия, Бразилия.

### Любительская карьера
Впервые заявил о себе в 1995 году, став чемпионом Бразилии в легчайшей весовой категории. Два года спустя повторил это достижение, по результатам национального первенства вошёл в основной состав сборной страны и побывал на панамериканском чемпионате в Медельине, где был остановлен на стадии четвертьфиналов.
В 1999 году, поднявшись в полулёгкий вес, принял участие в Панамериканских играх в Виннипеге — здесь вновь был остановлен в четвертьфинале, проиграв мексиканцу Хорхе Мартинесу.
Благодаря череде удачных выступлений удостоился права защищать честь страны на летних Олимпийских играх 2000 года в Сиднее — в стартовом поединке категории до 57 кг благополучно прошёл австралийца Джеймса Суона, но затем в 1/16 финала досрочно уступил представлявшему Турцию Рамазу Палиани.

### Профессиональная карьера
Вскоре после сиднейской Олимпиады Перейра покинул расположение бразильской сборной и в 2001 году успешно дебютировал на профессиональном уровне. Первое время выступал исключительно на местных бразильских рингах, в феврале 2002 года завоевал титул чемпиона штата Сан-Паулу в полулёгком весе, после чего начал периодически выезжать на турниры в США. В течение четырёх лет одержал более двадцати побед, не потерпев при этом ни одного поражения. Выиграл и защитил титул чемпиона Центральной Америки по версии Всемирной боксёрской ассоциации (WBA) в полулёгком весе.
Поднявшись в рейтингах, получил право оспорить титул чемпиона мира по версии Международной боксёрской федерации (IBF), который стал вакантным из-за того что мексиканец Хуан Мануэль Маркес долгое время не защищал его и отказался боксировать с обязательным претендентом из Таиланда Фахпракорбом Раккиатгимом. Чемпионский поединок между бразильским и тайским претендентами состоялся в январе 2006 года и продлился все отведённые двенадцать раундов, в итоге судьи единогласным решением отдали победу Перейре.
Тем не менее, Валдемир Перейра оставался чемпионом мира не долго, спустя несколько месяцев во время первой же защиты он уступил этот титул американцу Эрику Айкену — был дисквалифицирован в восьмом раунде за повторявшиеся удары ниже пояса. Планировался повторный поединок с Айкеном, но ему так и не суждено было состояться, и Перейра на том завершил карьеру профессионального спортсмена.